# Shigeru Takahashi
Shigeru Takahashi (高橋 茂 Takahashi Shigeru?) fue un futbolista japonés que se desempeñaba como delantero.
Takahashi fue elegido para integrar la selección nacional de Japón para los Juegos del Lejano Oriente de 1927, disputando un total de 2 partidos.

## Trayectoria

### Clubes
| Club                  | País  | Año  |
| --------------------- | ----- | ---- |
| Universidad de Waseda | Japón | ???? |

### Selección nacional
| Selección | País  | Año  |
| --------- | ----- | ---- |
| Absoluta  | Japón | 1927 |

## Estadística de equipo nacional
| Selección de Japón | Selección de Japón | Selección de Japón |
| Año                | Part.              | Goles              |
| ------------------ | ------------------ | ------------------ |
| 1927               | 2                  | 0                  |
| Total              | 2                  | 0                  |